# Evangelický kostel (Telecí)
Evangelický kostel v Telecím je kamenný chrám, který byl vybudován v roce 1783. Severně od kostela je umístěná fara a za východní stěnou kostela se rozprostírá telecký hřbitov, který byl zřízen v toleranční době a 3. března 1879 po předchozím rozšíření opětovně posvěcen.

## Kostel

### Historie
Dne 16. června 1783 bylo vrchností zdejšího poličského panství vyměřeno místo pro kostel a zároveň také pro hřbitov a faru. Vše bylo situováno na pozemky patřící Josefu Filipimu u domu číslo 2, které sbor za 500 zlatých rodiny Filipiových odkoupil. Základní kámen stavby byl položen 28. srpna téhož roku a již cca za jeden a půl měsíce (19. října 1783) byl kostel vysvěcen. Vlastní stavba kostela však byla dokončena až následující rok. Později byly do kostela instalovány také varhany.
Po stu letech se ukázala stavba jako nedostačující a postupem času také chátrala. Proto bylo rozhodnuto o stavbě nového kostela. Ovšem tehdejší finanční situace sboru tuto výstavbu neumožňovala, a proto byla zvolena méně nákladnější varianta, kdy byl stávající chrám zvýšen a k jedné z kratších stran bylo přistavěno průčelí v novorenesančním slohu a též hranolová věž. Stavba nového kostela měla následovat posléze, ovšem ve skutečnosti k ní již nikdy nedošlo. Dostavbu provedla firma stavitele Šíra z Nového Města na Moravě nákladem 7 000 zlatých a k jejímu posvěcení došlo 19. října 1890 tedy na den přesně 107 let od vysvěcení původního kostela.

#### Zvony
Na nově postavenou věž byly P. Hillzerem ulity tři zvony, které vážily 1 000 kg. Jejich pořizovací cena byla 1 700 zlatých a do Telecí byly přivezeny 14. září 1890. Za 21 let poté, roku 1911, byl od stejné firmy dokoupen ještě zvon čtvrtý o váze 110 kg. Během první světové války však byly zvony zrekvírovány, a proto došlo 30. září 1928 k jejich nahrazení zvony novými. I o ně ale kostel vlivem zrekvírování během druhé světové války přišel.

#### Věžní hodiny
Roku 1893 byly na kostelní věž za cenu 420 zlatých pořízeny věžní hodiny vyrobené firmou Mareš z Poděbrad. Posléze však hodiny přestaly jít a v roce 1999 (po více než 30 letech bez jdoucích hodin) začalo zastupitelstvo obce Telecí uvažovat o opravě hodin. Vzhledem k tomu, že hodinářská firma vyčíslila výměnu hodin na částku 400 000 Kč, které obec neměla k dispozici, byla oprava odložena do doby, než obec požadovanou částku naspoří. V roce 2009 se začalo s přípravnými pracemi a v červnu 2010 byly hodiny na věž instalovány. Spolu s instalací nových hodin byl pořízen také elektrický pohon pro věžní zvon. Slavnostní spuštění hodin se uskutečnilo v sobotu 19. června 2010 na závěr ekumenické bohoslužby u příležitosti stého výročí otevření nové školní budovy a sjezdu zdejších rodáků.

## Fara
S kostelem souvisela také fara. Ta byla v 19. století nahrazena stavbou novou. Její základní kámen byl položen 11. května 1824 a náklady na její stavbu dosáhly 1 124 zlatých. Na počátku 30. let 20. století byl k faře přistavěn sborový sál, k jehož otevření došlo 30. srpna 1931. Sál je využíván pro církevní shromáždění jakými jsou například pastorální konference či setkání v rámci biblických hodin.

## Popis kostela

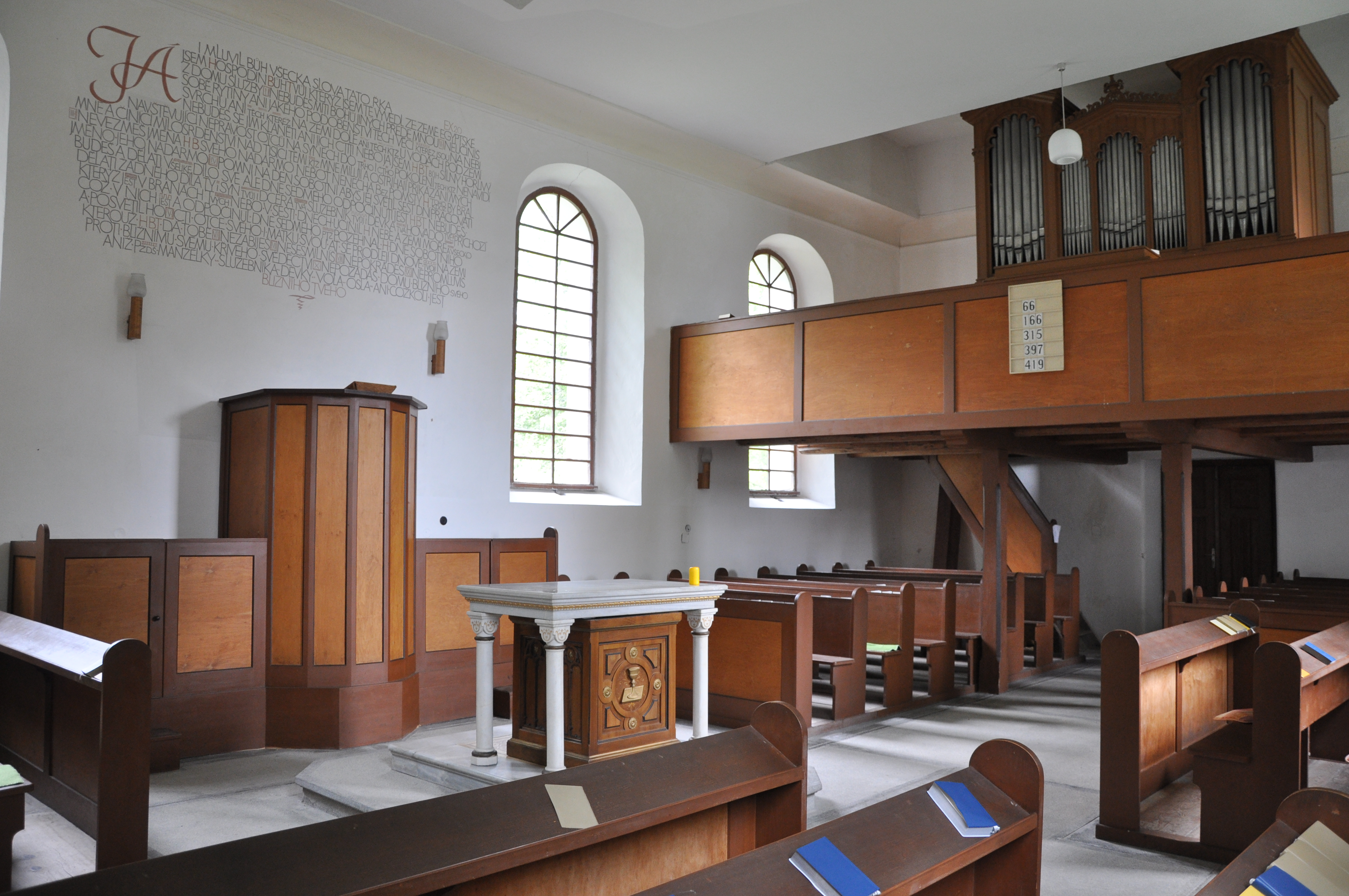
Interiér modlitebny

Kostel je tvořen modlitebnou s půdorysem ve tvaru obdélníka s vysokými, nahoře zakulacenými okny. Při delší stěně modlitebny (přibližně v jejím středu) je umístěn stůl Páně a za ním – přímo u stěny – kazatelna. Lavice posluchačů obepínají stůl Páně ze tří stran. Na kruchtě, umístěné po kratší straně modlitební místnosti, se nacházejí píšťalové varhany.